# 荒尾市立荒尾第二中学校
荒尾市立荒尾第二中学校（あらおしりつ あらおだいにちゅうがっこう）は、かつて熊本県荒尾市万田西ノ峰にあった公立中学校。

## 概要
創立以来、荒尾市の市政や商業の中心地である福岡県との県境地域や三井鉱山の上級管理職の社宅であった「笹原社宅」を校区としていた。地元の荒尾高校へは100名近く進学し、荒尾市の教育機関の中心的存在であった。
2010年（平成22年）4月からは、荒尾第一中学校と荒尾第二中学校が統合して荒尾海陽中学校となった。

## 沿革
- 1947年（昭和22年）4月22日　- 荒尾第二小学校に併設する形で開校。
- 1952年（昭和27年）7月19日 - 北新地に移転。
- 1960年（昭和35年）4月1日 - 荒尾第五中学校を分離
- 1970年（昭和45年）3月31日 - 校舎改築工事竣工。現在地に移転。
- 1971年（昭和46年）3月13日 - 体育館竣工。
- 1991年（平成3年）3月13日 - 男子頭髪自由化。
- 2003年（平成15年）11月10日 - 新校舎完成。
- 2008年（平成20年）4月1日 - 荒尾第五中学校を統合
- 2010年（平成22年）2月28日 - 閉校記念式典挙行。
- 2010年（平成22年）3月31日 - 荒尾第一中学校と統合する形で閉校。在校生は荒尾海陽中学校へ移行。